# Жусупов, Макаш
Мака́ш Жусу́пов (10 января 1939 год, посёлок Киров, Каменский район, Уральская область — 24 апреля 2006) — бригадир совхоза «Красный маяк» Каменского района Уральской области, Казахская ССР. Герой Социалистического Труда (1981).

## Биография
Родился в 1939 году в посёлке Киров Каменского района Уральской области. Казах по национальности. 
В 1952 году окончил 7 классов в школе имени Карла Маркса в поселке Паника. 
Работал механизатором, бригадиром тракторно-полеводческой бригады № 2 в зерносовхозе «Красный маяк» Каменского района (образован на основе 4-го отделения совхоза имени Ленина) в селе Актау. Проработал в этом хозяйстве 17 лет.
В 1956-1961 годах тракторист колхоза им.Карла Маркса в поселке Паника Каменского района Уральской области.
В 1961-1965 годах тракторист совхоза им.Ленина в поселке Паника Зеленовского района Уральской области.
В 1965-1973 годах тракторист совхоза «Красный Маяк» в поселке Актау Каменского района Уральской области.
В 1973 году бригадир тракторной бригады совхоза «Красный Маяк» Каменского района Уральской области.
С 1976 по 1979 год учился на агронома в Уральском техникуме механизации сельского хозяйства в поселке Бурлин Бурлинского района Уральской области.
Бригада Макаша Жусупова ежегодно собирала высокие урожая зерновых и досрочно выполнила производственные задания 10-й пятилетки (1976—1980). В 1981 году удостоен звания Героя Социалистического Труда удостоен звания Героя Социалистического Труда «за выдающиеся успехи, достигнутые в выполнении планов и социалистических обязательств по продаже государству в 1980 году миллиарда пудов зерна и перевыполнении планов десятой пятилетки по производству и закупкам хлеба и других сельскохозяйственных продуктов».
Избирался депутатом Каменского районного совета (1977) и Уральского областного совета народных депутатов (1982). Член Каменского райкома партии (1980).
Умер 24 апреля 2006 года.

## Семья
Отец был призван в Красную Амию и погиб на фронте в Великой Отечественной войне, был рабочим. Мать была рабочей.
Жена - Жусупова Роза (1940). В семье дочери Улпаш (1960), Унназигат (1962), Кама (1969), Шуга (1971), сыновья Темирхан (1965), Кадырхан (1967), Берик (1973), Мурат (1981).

## Награды
Герой Социалистического Труда — указом Президиума Верховного Совета СССР от 19 февраля 1981 года. Ордена Ленина и золотая медаль Серп и Молот
Награжден орденами Орден Ленина (24 декабря 1976), «Трудового Красного Знамени» (1973), медалями «За освоение целинных земель» и другими